# Phragmatobia kroumira
Phragmatobia kroumira är en fjärilsart som beskrevs av Charles Oberthür. Phragmatobia kroumira ingår i släktet Phragmatobia och familjen björnspinnare. Inga underarter finns listade i Catalogue of Life.